# Strafprozessrecht (Italien)
Das Strafprozessrecht Italiens bestimmt die rechtlichen Grundlagen, auf denen der Strafprozess basiert.

## Rechtsquellen
Zentrale Kodifikation des italienischen Strafprozessrechts ist der codice di procedura penale von 1988. Gegenüber der eher autoritären Vorgängerkodifikation von Alfredo Rocco aus dem Jahre 1930 ist die neue Strafprozessordnung Italiens durch eine Abkehr vom französischen Inquisitionsprozess gekennzeichnet. Am deutlichsten zeigt sich dies in der Abschaffung des in Anlehnung an den französischen juge d'instruction modellierten Untersuchungsrichters (giudice istruttore). An seine Stelle ist das dem common law entlehnte kontradiktorische Anklageverfahren getreten. Die Rolle des Richters tritt dementsprechend bei der Zeugenvernehmung in der Hauptverhandlung zurück; diese geschieht im Stile des anglo-amerikanischen Kreuzverhörs durch Staatsanwalt und Verteidiger.